# Agenda eletrônica
Uma Agenda Eletrônica é um pequeno computador do tamanho de uma calculadora, frequentemente contendo função interna de diário, entre outras funções, tais como livro de endereços e calendário. Normalmente, possuem um pequeno teclado alfanumérico e uma tela LCD de uma, duas ou três linhas.

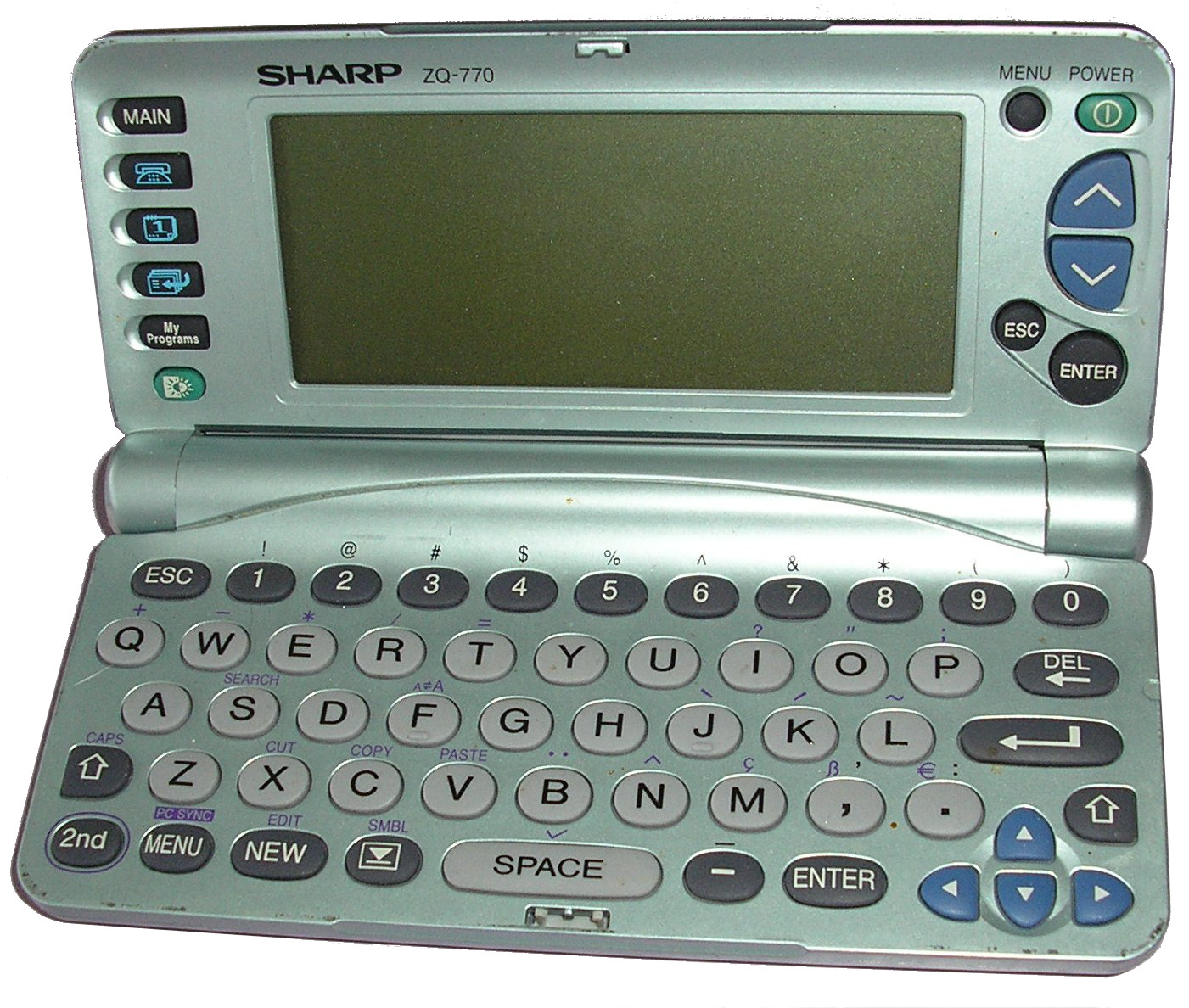
Agenda Eletrônica Sharp aberta (modelo vendido como "Sharp Wizard" nos Estados Unidos) modelo ZQ-770.

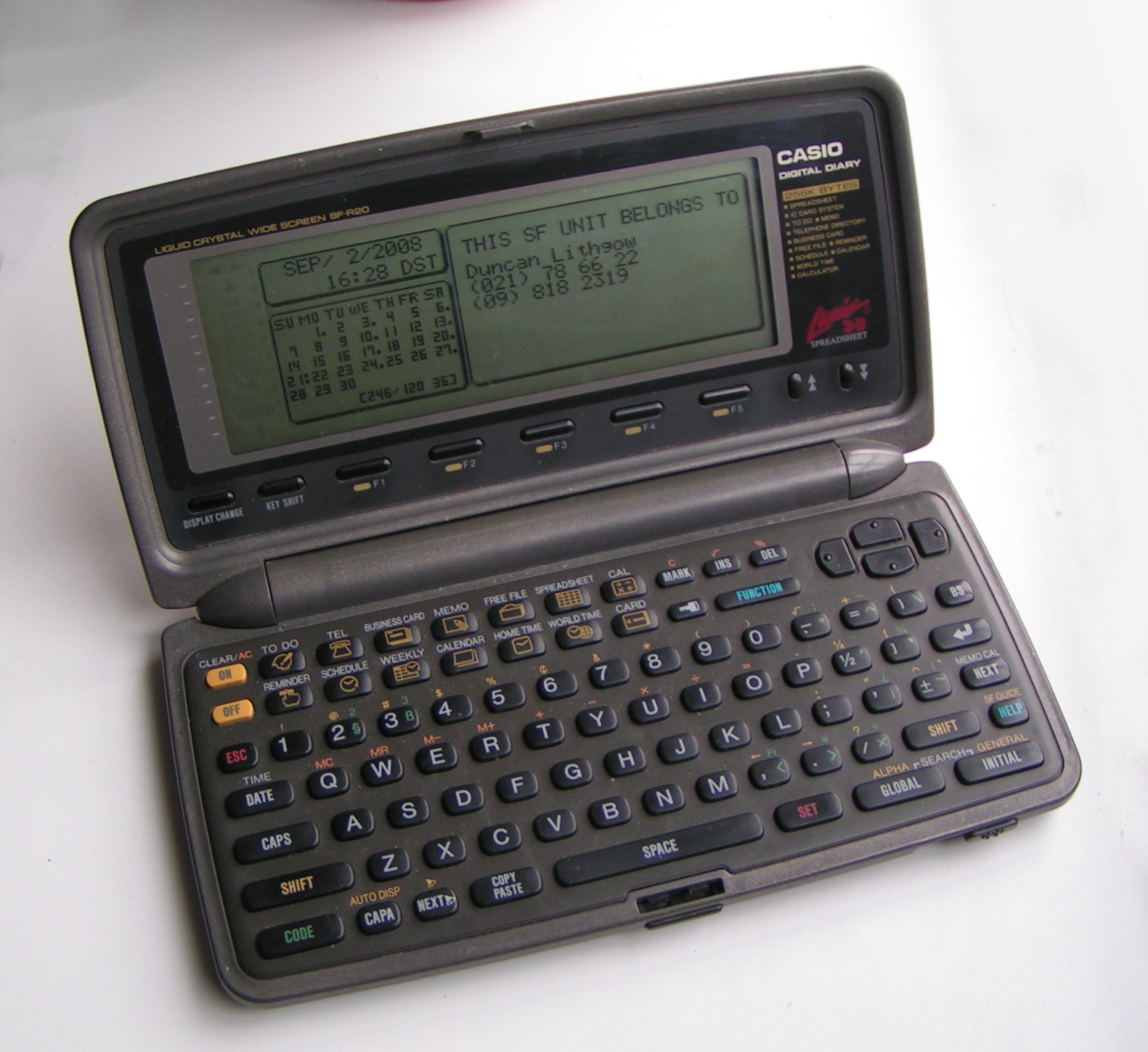
Diário Digital Casio SF-R20, com 256 KB de RAM, por volta de 1993.

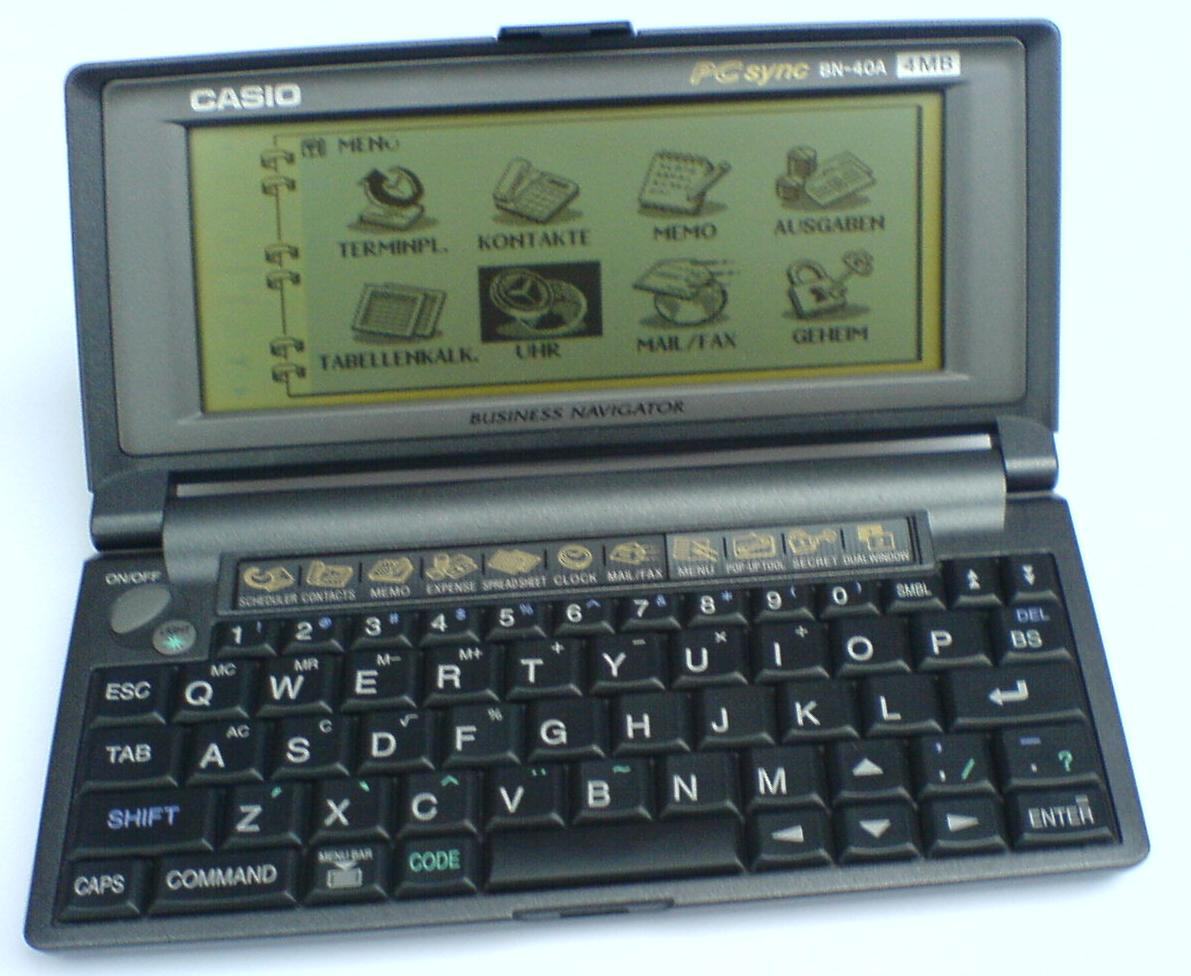
Casio Business Navigator BN-40A.

Devido ao advento de assistentes pessoais digitais, e mais tarde smartphones na década de 2000 e de 2010, respectivamente, ambos possuindo um conjunto maior de recursos, agendas eletrônicas raramente são vistos hoje.

## Diário digital Casio
Diários digitais Casio foram produzidos pela Casio no início e em meados da década de 1990, mas já foram totalmente substituídos por telefones celulares e pdas.

### Recursos
- Agenda de telefone
- Agenda de compromissos; Manter o controle de compromissos.
- Função Memo: Armazenamento de dados de texto, tais como listas de preços, cronogramas de avião, horários, e muito mais.
- Lista de afazeres: Manter o controle das tarefas diárias, marcando os itens que tiver concluído.
- Horário mundial: Descobrir a hora atual em praticamente qualquer local do globo.
- Área de memória secreta: A área de memória secreta mantém os dados pessoais privados. Uma vez que uma senha seja registrada, os dados são bloqueados até que a senha seja usada para acessar a área secreta.
- Alarme
- Função de conversão de métrica: realiza conversão entre unidades métricas e outras unidades de medida.
- Função de conversão de moeda